# باتريك والش
باتريك والش (بالإنجليزية: Patrick Walsh)‏ هو سياسي أمريكي، ولد في 1840 في جمهورية أيرلندا، وتوفي في 19 مارس 1899 بأوغستا في الولايات المتحدة. حزبياً، نشط في الحزب الديمقراطي. وقد انتخب عضو مجلس نواب جورجيا وانتخب عضو مجلس الشيوخ الأمريكي.